# Bismarckmuskaatduif
De Bismarckmuskaatduif (Ducula subflavescens) is een vogel uit de familie der Columbidae (Duiven en tortelduiven).

## Verspreiding en leefgebied
Deze soort komt voor op de Bismarck-archipel en de Admiraliteitseilanden.

## Status
De grootte van de populatie is in 2021 geschat op 38-249 duizend volwassen vogels. Op de Rode lijst van de IUCN heeft deze soort de status niet bedreigd.